# Max Baumert
Max Baumert (* 16. Juli 1992 in Berlin) ist ein deutscher Kickboxer und Weltmeister der WKA und der WKU.

## Leben
Max Baumert entdeckte schon früh seine Leidenschaft für Kampfsport. Bereits im Alter von 10 Jahren begann er mit Karate. Seit 2006 trainiert er Kick- und Thaiboxen. 2007 begann er mit dem Amateurboxen, 2008 hatte er seinen ersten Boxkampf. Seitdem hatte er 35 Boxkämpfe, wovon 28 mit Sieg, 6 mit Niederlage und 1 mit Unentschieden endete.
2009 hatte Max Baumert seinen ersten K-1-Kampf. Seit 2010 kämpft er für Golden Glory Berlin und ist dort seit September 2012 professioneller K1-Kämpfer. Im Dezember 2012 wurde er auch von Glory Sports International Pte Ltd. unter Vertrag genommen. Seit 2014 ist Max Baumert auch geprüfter Fitnesstrainer mit einer A-Lizenz. Unter anderem trainiert er die Kinder des Glory Sports. Er kämpft für das Golden Glory Germany-Gym in Berlin unter Trainer Andy Schadenberg.

## Erfolge
Als Amateur:
- 2009 Berliner Meister Amateurboxen
- 2009 3. Platz Deutsche Meisterschaft Amateurboxen
- 2010 Berliner Meister Amateurboxen
- 2011 Berliner Vizemeister Amateurboxen

- K-1 Deutscher Meister WKN
- K-1 Europameister WKN
- K-1 Weltmeister WKA

Als Profi:
- K-1 Weltmeister WKU